# یو منگیو
یو منگیو (انگلیسی: Yu Mengyu؛ زادهٔ ۱۸ اوت ۱۹۸۹) یک بازیکن تنیس روی میز اهل سنگاپور است. 
وی در مسابقات کشوری و بین‌المللی در مجموع برنده ۱۰ مدال طلا، ۱۲ مدال نقره، ۱۱ مدال برنز شده‌است.